# Xi Aurigae
Désignations
Xi Aurigae (en abrégé ξ Aur) est une étoile de la constellation boréale du Cocher, située à environ 244 années-lumière de la Terre. Elle est visible à l'œil nu avec une magnitude apparente de 5,00.

## Environnement stellaire
Xi Aurigae présente une parallaxe annuelle de 13,37 ± 0,17 mas telle que mesurée par le satellite Gaia, ce qui permet d'en déduire qu'elle est distante de 74,79 ± 0,93 pc (∼244 al) de la Terre. À cette distance, sa magnitude visuelle est diminuée de 0,11 en raison de l'extinction créée par le matière interstellaire présente sur le trajet de sa lumière. C'est une étoile solitaire, qui ne possède pas de compagnon stellaire connu avec qui elle serait physiquement associée.

## Propriétés
Xi Aurigae est une étoile blanche de la séquence principale de type spectral A2 Va. Bien qu'elle ait été une des premières à avoir été cataloguées au sein des étoiles de type λ Bootis, Murphy et al. (2015) ne la considèrent pas comme étant un membre de cette population. Xi Aurigae est près de deux fois plus massive que le Soleil mais son rayon apparaît être à peine plus grand que le rayon solaire. Elle est estimée être âgée de 174 millions d'années et elle tourne sur elle-même à une vitesse de rotation projetée de 62 km/s. L'étoile est 49,5 fois plus lumineuse que le Soleil et sa température de surface est autour de 9 152 K.

## Nomenclature
ξ Aurigae, latinisé en Xi Aurigae, est la désignation de Bayer de l'étoile. Située près de la limite avec la constellation voisine de la Girafe, elle s'est vu attribuer par Flamsteed une double désignation de 30 Aurigae et de 32 Camelopardalis.